# Бразильско-катарские отношения
Бразильско-катарские отношения — двусторонние дипломатические отношения между Бразилией и Катаром. Государства являются членами «Группы 77» и Организации Объединённых Наций.

## История
5 ноября 1974 года государства официально установили двусторонние отношения, через три года после того, как Катар обрёл суверенитет. Поскольку ни одна из стран не имела постоянного посольства, Катар был представлен своим постоянным представительством при ООН в Нью-Йорке, а интересы Бразилии в Катаре были представлены через посольство в Абу-Даби.
В январе 1997 года Катар открыл посольство в Бразилиа, которое было закрыто в марте 1999 года, поскольку у Бразилии не было средств на открытие собственного посольства в Дохе. В феврале 2005 года министр иностранных дел Бразилии Селсу Аморим посетил Катар, чтобы объявить о планах открытия посольства страны в Дохе, которые были реализованы в мае того же года. Два года спустя, в июне 2007 года, посольство Катара в Бразилиа было вновь открыто.

## Визиты на высоком уровне
В январе 1994 года министр иностранных дел Катара Хамад бен Джасим бен Джабер Аль Тани посетил Бразилию, что стало первым визитом на высоком уровне, а также единственным официальным визитом между этими странами в XX веке. В ходе этого визита на повестке дня стояло открытие посольств.
В январе 2010 года эмир Катара Хамад ибн Халифа Аль Тани стал первым главой государства, совершившим официальный визит в Бразилию. В мае 2010 года президент Бразилии Луис Инасиу Лула да Силва совершил ответный визит в Катар.
В марте 2011 года министр иностранных дел Бразилии Антонио Патриота совершил поездку в Доху, где встретился с эмиром Катара Хамадом ибн Халифой Аль Тани, министром иностранных дел Катара Хамадом бен Джасимом бен Джабером Аль Тани и представителями Al Jazeera Media Network.
В ноябре 2021 года президент Бразилии Жаир Болсонару совершил официальный визит в Катар.

## Экономические отношения
В 2006 году национальный авиаперевозчик Катара Qatar Airways и авиакомпании Бразилии договорились об установлении рейсов между столицами друг друга. В 2010 году был сформирован Комитет экономического сотрудничества.
С начала 2000-х годов объём товарооборота между государствами значительно вырос. В 2003 году объём товарооборота между государствами составил всего 37 миллионов долларов США. С 2007 по 2012 год объём товарооборота увеличился на 435 %: с 199 миллионов долларов США до более чем 1 миллиарда долларов США. Экспорт Бразилии в Катар: птица, говядина и овощи. Экспорт Катара в Бразилию: ископаемое топливо и удобрения. В 2015 году Бразилия заняла 18-е место среди крупнейших поставщиков товаров в Катар.

## Культурные связи
В январе 2014 года Музеи Катара объявили Год культуры Катара и Бразилии. На открытии присутствовали правительственные чиновники Катара и послы обеих стран, которых развлекали музыкой капоэйры и выступлением катарской группы Doha Jazz. Другие мероприятия, запланированные в рамках инициативы, включали показ бразильских фильмов в кинотеатрах, выставки бразильской кухни, искусства и моды.

## Миграция
По состоянию на 2014 год в Катаре проживало около 900 граждан Бразилии.

## Дипломатические представительства
- У Бразилии есть посольство в Дохе[9].
- Катар имеет посольство в Бразилиа[10].